# Jablůnka
Jablůnka település Csehországban, Vsetíni járásban. Jablůnka Bystřička, Vsetín, Ratiboř, Pržno és Růžďka településekkel határos. Lakosainak száma 2073 fő (2024. január 1.).

## Népesség
A település lakosságának változását az alábbi diagram mutatja:
| Lakosok száma | 900  | 1098 | 1118 | 1706 | 1973 | 1953 | 2052 | 2030 | 1948 | 2073 |
|               | 1869 | 1900 | 1921 | 1961 | 1980 | 2011 | 2016 | 2019 | 2021 | 2024 |